# Jean Schuster
Jean Schuster (* 15. Juni 1929 in Paris; † 17. Oktober 1995 ebenda) war ein französischer Journalist und Schriftsteller.

## Leben
Kurz nach Ende des Zweiten Weltkriegs kam Schuster nach Paris und begann ab dieser Zeit auch als freier Mitarbeiter für verschiedene Zeitungen und Zeitschriften zu schreiben. Er machte u. a. die Bekanntschaft von André Breton und Benjamin Péret, lernte den Surrealismus kennen und blieb dieser Stilrichtung zeit seines Lebens treu.
Zwischen 1952 und 1955 schrieb er für die Zeitschrift „Médium“ und fungierte ab 1956 vier Jahre als Chefredakteur der Zeitschrift „Surréalisme même“. Am 6. September 1960 gehörte Schuster zu den Unterzeichnern des Manifests der 121.
1969 wechselte Schuster bis 1972 als Journalist und Redakteur zur Zeitschrift „Coupures“. In dieser veröffentlichte er am 4. Oktober 1969 seinen vieldiskutierten Aufsatz Le quatrième chant, in dem er das Ende des Surrealismus verkündete.
Zwischen 1970 und 1973 fungierte Schuster als verantwortlicher Herausgeber der Reihe Le Désordre in Éric Losfelds Verlag.
Zusammen mit José Pierre gründete Schuster 1982 in Paris die Archives du surréalisme. 
1995 starb Jean Schuster, sein gesamter literarischer Nachlass wird vom Institut mémoires de l’édition contemporaine (IMEC) verwaltet.

## Werke (Auswahl)
- ARChives 57-68. Batailles pour le surréalisme. Paris 1969.
- Les fruits de la passion. Paris 1988.
- T’as vu ça d’la fenêtre. Paris 1990.
- Jérôme Duwa (Hrsg.): Une île à trois coups d’aile. Poèmes (Collection Amor fati). Le cherche midi, Paris 2007, ISBN 978-2-7491-0755-4.